# Dante Cattaneo
Dante Cattaneo (Pozzolo Formigaro, 18 febbraio 1923 – ...) è stato un calciatore italiano, di ruolo centrocampista.

## Carriera
Cresciuto nella Roma, debutta in Serie B con la Vogherese nel 1946-1947.
Prima della retrocessione in Serie C avvenuta nel 1948, disputa con i lombardi due campionati cadetti per un totale di 60 presenze e 9 gol.